# Atarba digitifera
Atarba digitifera är en tvåvingeart som beskrevs av Alexander 1946. Atarba digitifera ingår i släktet Atarba och familjen småharkrankar.
Artens utbredningsområde är Peru. Inga underarter finns listade i Catalogue of Life.